# A Christmas Carol (2009)
A Christmas Carol (ook bekend als Disney's A Christmas Carol) is een Amerikaanse kerstfilm uit 2009 met Jim Carrey in diverse rollen en geregisseerd door Robert Zemeckis. In de film wordt gebruikgemaakt van motion capture, dit werd al eerder toegepast in films zoals The Polar Express (2004) en Beowulf (2007). A Christmas Carol is een verfilming van het gelijknamige verhaal van Charles Dickens.

## Rolverdeling

### Hoofdrollen
- Jim Carrey als Ebenezer Scrooge, Ghost of Christmas Past, Ghost of Christmas Present en Ghost of Christmas Yet to Come.
- Gary Oldman als Bob Cratchit, Jacob Marley en Tiny Tim.
- Colin Firth als Fred.
- Bob Hoskins als Mr. Fezziwig en Old Joe.

### Bijrollen
- Robin Wright als Fan en Belle.
- Cary Elwes als Portly Gentleman 1, Dick Wilkins, Mad Fiddler, Guest 2 en Business Man 1.
- Fionnula Flanagan als Mrs Dilber.
- Molly Quinn als Belinda Cratchit.
- Ryan Ochoa als Tattered Caroler, Beggar Boy, Young Cratchit Boy en Ignorance Boy.
- Daryl Sabara als Undertaker's Apprentice, Tattered Caroler, Beggar Boy, Peter Cratchit en Well-Dressed Caroler.
- Sammi Hanratty als Beggar Boy, Young Cratchit Girl en Want Girl.
- Lesley Manville als Mrs. Cratchit.
- Fay Masterson als Marha Cratchit, Guest 1 en Caroline.
- Paul Blackthorne als Guest 3 en Business Man 2.

## Ontvangst
In het openingsweekend van de film bracht de film wereldwijd 43 miljoen dollar op.